# Crvenolica mišjakinja
Crvenolica mišjakinja (lat. Urocolius indicus) je vrsta mišjakinje iz roda Urocolius. Udomaćena je u južnoj Africi od Zaira, Zambije i Tanzanije južno do provincije Cape. Staništa su joj savane s gustim raslinjem, finbosom, te druga otvorena šumovita područja, vrtovi i voćnjaci.
Duga je oko 34 centimetra, s repom koji prosječno obuhvaća pola veličine ptice. Kukmasta glava i prsa su blijedo-cimetaste boje, s crvenim kljunom i prostorom oko očiju, takozvanom "maskom". Ostatak gornjih dijelova i repa je plavkasto-siv. Trbuh je bjelkast. Nema baš izraženog spolnog dimorfizma, spolovi su dosta slični, ali mladim pticama nedostaje kukma i imaju zelenu "masku".
Crvenolica mišjakinja je frugivorna, što podrazumijeva prehranu koja uključuje plodove, bobice, lišće, sjemenke i nektar. Njezin let je obično jako brz, jak i direktan od jednog do drugog prehrambenog područja.
Jako je društvena ptica, čak i izvan sezone parenja, kada se ptice hrane skupa u malim grupicama, koje obično sadrže oko pola tuceta jedinki, ali nekad i 15 ili više njih. Sezona parenja obično se događa između lipnja i veljače. Gnijezdo je veliko i neuredno, u obliku šalice. Sastoji se uglavnom od biljnog materijala pomješanog s ovčjom vunom. U gnijezdu se nalazi 2-6 jaja koja inkubiraju oko dva tjedna.